# Vườn dâu tây tình yêu
Anko Kon Ruk Strawberry (tên tiếng Thái: อันโกะ กลรักสตรอว์เบอร์รี่, tên tiếng Việt: Vườn dâu tây tình yêu/Cặp đôi hoàn hảo) là bộ phim truyền hình Thái Lan phát sóng vào năm 2013 và chiếu trên đài Channel 3 (CH3). Phim với sự tham gia của Theeradej Wongpuapan và Araya A. Hargate.

## Nội dung
Anya / Anko (Chompoo) là một cô gái có tính tình thẳng thắn làm việc cho Head Hunter - một công ty làm mọi thứ để giành được nhân tài từ một công ty khác cho khách hàng của mình. Anya nhận nhiệm vụ để làm Tiến sĩ Saen Pueannadee (Ken) bỏ công việc của mình tại công ty Piangpordee. Tiến sĩ Saen là một tiến sĩ quyến rũ tốt nghiệp ngành kỹ thuật di truyền từ Mỹ. Các công ty khác rất muốn có được anh nhưng anh nhất quyết làm việc cho công ty phi lợi nhuận như Piangpordee.
Anya nộp đơn xin làm thư ký cho Tiến sĩ Saen. Đã có nhiều người bỏ vị trí này trước cô. Các thư ký trước của anh không chỉ làm rất nhiều các công việc ngoài trời (trong trang trại, vv), mà họ còn phải chịu đựng những rắc rối do tất cả các cô gái xung quanh Tiến sĩ Saen gây ra. Từ một thành viên của gia đình hoàng gia, một nữ diễn viên nổi tiếng cho đến con gái của một trưởng làng, những cô gái này làm cho Tiến sĩ Saen ngày nào cũng đau đầu. Anh thích việc Anya thực sự có thể giúp anh thoát khỏi sự quấy rầy của các cô gái.
Để làm cho Tiến sĩ Saen bỏ việc và đến làm việc cho công ty khách hàng của mình vì số tiền hoa hồng 200.000 baht cùng với vị trí phó giám đốc, Anya thực sự rất muốn hoàn thành nhiệm vụ. Nhưng khi cô gặp và được làm việc với Tiến sĩ Saen, cô nhận ra lý do tại sao Tiến sĩ Saen muốn làm việc cho công ty nhỏ này và bằng cách nào đó, cô ngày càng yêu mến Tiến sĩ Saen. Tuy nhiên, nhiệm vụ của cô phải được hoàn thành và cuối cùng Anya đã làm ngược lại với mong muốn của cô. Anya thừa nhận sai lầm của mình với Tiến sĩ Saen. Vì thất vọng, Saen bỏ đi mà không nói lời nào. Anya quyết định theo Saen đến trang trại dâu của anh khi nhận ra rằng anh đã mang trái tim cô theo cùng anh.

## Diễn viên
- Theeradej Wongpuapan as Dr. Saen Pueannadee
- Araya A. Hargate as Anya / Anko
- Rinlanee Sripen as Dr. Pilasini / Pam
- Arisara Thongborisut as อิ๊งค์กี้
- Panchanida Seesaamram as Mueanniramit
- Kritnagan Maneepagaphan as Kimhan
- Darancharas Sukheviriya as
- Pareena Busayasiri as Mekkala / May
- Nithichai YotAmornSunthorn as Thuaithep
- Thanida Garnjanawat as Meri
- Niti Samutkojorn as Thokrit
- Sirinuch Petchurai as Malee
- Nilubon Amonwitthawat as Piangdao
- Supansa Nuengpirom as Grandma On
- Songsit Rungnopakunsi as Burin
- Daraneenute Pasutanavin as Prani
- Ornanong Panyawong as Fongkham
- Promsiri Santisuk as Sin
- Trakarn Punthumlerdrujee as Sing

## Ca khúc nhạc phim
- คิดอะไรอยู่ / Kit Arai Yoo - Lowfat ft. Bowling Manida
- L.O.V.E - Araya A. Hargate
- สิ่งที่มันกำลังเกิด / Sing Tee Mun Gumlung Gert - Ae Jirakorn ft. Pause

## Rating
| Tập        | Rating |
| ---------- | ------ |
| 1          | 6.4    |
| 2          | 7.5    |
| 3          | 6.7    |
| 4          | 6.3    |
| 5          | 6.3    |
| 6          | 6.2    |
| 7          | 6.3    |
| 8          | 6.2    |
| 9          | 5.1    |
| 10         | 5.3    |
| 11         | 5.6    |
| 12         | 5.9    |
| 13         | 5.7    |
| 14         | 5.9    |
| Trung bình | 5.97   |